# Elokucja
Elokucja (łac. elocutio – wysłowienie, styl, język) – właściwe, jasne i ozdobne wysłowienie, odpowiednie użycie słów do myśli, uporządkowane wypowiadanie myśli.
Teoria elokucji obejmuje trzy grupy zagadnień:
1. Typologię stylów – celowe ułożenie wypowiedzi do przedmiotu i słuchaczy,
2. Zasady wyboru i przekształcanie słów – tropy i figury retoryczne,
3. Wiedza o okresie retorycznym – konstrukcji zdania.

Czynniki określające styl:
- Skala ozdobności w zakresie słownictwa i konstrukcji zdania (okresu retorycznego), stopień nasycenia środkami uwydatniającymi perswazję emocjonalną.

Składa się z czterech działów:
- latinitas - łacińskość, tu w znaczeniu metaforycznym: poprawność – unikanie błędów gramatycznych, leksykalnych, składniowych, dokładne opanowanie języka mowy; niepoprawność języka wypowiedzi może mieć negatywny wpływ na odbiór przekazywanych treści,
- claritas - jasność – język ma być zrozumiały, aby perswazja mogła być skuteczna,
- decorum, inaczej aptum - stosowność – musi zawierać funkcjonalność, celowość,
- ornatus - ozdobność – dobre wysłowienie powinno zawierać siłę, blask, pomysłowość, bogactwo, dowcip, płynność, staranność, rozmaitość.

Istnieje ciągłe napięcie między claritas a ornatus - aby osiągnąć zgodność potrzebna jest duża biegłość.
Inne nurty to m.in. styl azjański oraz  styl attycki.

## Styl azjański
Jest to styl ekspansywny, bogaty emocjonalnie, niespokojny, wybujały (przez co czasem nazywany jest antycznym stylem barokowym). Charakteryzuje go bogactwo wyrażające się w hiperozdobności, używaniu neologizmów, regionalizmów, rzadkich form językowych, form historycznych. Dzięki niemu język się rozwijał, gdyż wychodził poza stereotypy. Nagromadzenie bogactwa owych środków powodowało niegdyś zamiast spójnej wypowiedzi chaotyczny potok.

## Styl attycki
Styl attycki był reakcją na azjanizm, zaś swą nazwę wziął od starożytnego stylu klasycznego zwanego attycyzmem. Ponieważ był to styl konserwatywny łatwo nawiązywała się nić porozumienia między słuchaczem a mówiącym. Odbiorca mógł o wiele łatwiej ocenić profesjonalizm mówcy. Styl ten charakteryzuje się perfekcyjnym manipulowaniem zasobami tradycji, odwoływaniem się do sprawdzonych wzorców, wykorzystaniem uznanych środków, przestrzeganiem ściśle określonych rygorów. Jego najwybitniejszymi przedstawicielami byli Demostenes i Cyceron (był on uważany w renesansie za najlepszego mówcę).

## "Chwyty" stosowane welocutio
- anafora - podobieństwo początków wersów, np. Kto......, Kto........, Kto......
- epifora - podobieństwo końców wersów, np. .....zagubił,......zagubił, ......zagubił.!!
- symploka - połączenie anafory i epifory - takie same początki i takie same zakończenia, np. przestrogi Staszica: Kto ....., Panowie! Kto ......., Panowie?. Jest to chwyt prosty, lecz jednocześnie skuteczny, z uwagi na znaczne odbieganie od mowy potocznej.
- anadiploza (conduplicatio) - podwojenie, np. siedźcie, siedźcie spokojnie!
- tmeza - cięcie, rozcięcie. Jest to chwyt, który polega na rozcięciu wyrazu i wsunięciu w te miejsce innego wyrazu, np.

W sali wykładowej siedzi przyszła elita.
W sali wyk siedzi ładowej przyszła elita.
- zeugma - w sensie ścisłym: most, spojenie, zespół zdań czymś zespolony. Zastosowanie tego chwytu wymusza uwagę, wzbudza zaciekawienie
- hysteron-proteron (późniejszy - wcześniejszy) - przestawienie naturalnego biegu zdarzeń, porządku czasowego, np.

umarł w Krakowie, urodził się w Warszawie
jest królową, była kucharką.
- euroneja - ironia - sprzeczność sensu dosłownego z sensem rzeczywistym; jest to figura myśli, słowa ulegają wymianie, lecz myśl pozostaje; nie ma tu formalnych wyróżników, lecz wyłącznie kwalifikatory kulturowe, odbiorca musi wiedzieć (czuć), że to co wypowiada mówca jest ironią.

Wyróżniamy trzy rodzaje ironii:
1. antyfraza - najprostsza forma wypowiedzi ironicznej, sens właściwy jest przeciwstawny (nagana jest pochwałą, a pochwała naganą)
2. sarkazm - wypowiedź podminowana złością, gryząca ironia
3. charientyzm - uprzejme szyderstwo; niemiłą dla rozmówcy prawdę łagodzimy zdrobnieniami, itp.